# 欧氏荆鲨
欧氏荆鲨（学名：Centroscymnus owstoni）为角鲨科荆鲨属的鱼类。分布于相模湾以及东海等水深100至1,500公尺深的海域。该物种的模式产地在日本。體長可達 120（47英寸）。